# Xeno-canto
Xeno-canto est un projet international de sciences participatives dont le but est de conserver et de diffuser des enregistrements de sons émis par des oiseaux, des orthoptères et des chauve-souris.

## Histoire
Xeno-canto a été lancé sur Internet le 30 mai 2005, dans le triple but :
- de populariser l'enregistrement de sons d'animaux sauvages dans le monde entier,
- de faciliter l'accès du public aux sons d'animaux sauvages,
- d'améliorer la connaissance des sons d'animaux sauvages.

L'accès au site internet et l'écoute des enregistrements sont gratuits. Les enregistrements sont réalisés sur le terrain et donnés par des bénévoles.